# Sturgeon River Provincial Park
Sturgeon River Provincial Park är en park i Kanada.   Den ligger i provinsen Ontario, i den sydöstra delen av landet, 400 km väster om huvudstaden Ottawa. Sturgeon River Provincial Park ligger 308 meter över havet. Den ligger vid sjön Stouffer Lake.
Terrängen runt Sturgeon River Provincial Park är huvudsakligen platt. Sturgeon River Provincial Park ligger nere i en dal. Trakten runt Sturgeon River Provincial Park är nära nog obefolkad, med mindre än två invånare per kvadratkilometer.. Det finns inga samhällen i närheten. 
I omgivningarna runt Sturgeon River Provincial Park växer i huvudsak blandskog.